# علی شویوش
علی بن عبدالرحمان شَوَیْوِشْ (؟ -۱۹۰۶) محدث و فقیه مالکی الجزایری بود. در شهر وهران منصب إفتاء را گرفت. او همچنین در علم عروض سرآمد بود و «رسالة» اش را در این باره نگاشت.